# 597 Bandusia
Az 597 Bandusia egy a Naprendszer kisbolygói közül, amit Max Wolf fedezett fel 1906. április 16-án.